# Krvna žila
Krvne žile su dio krvožilnog sustava čija je funkcija prenošenje krvi kroz tijelo. Najvažnije krvne žile su arterije, koje odnose krv iz srca i vene koje ju donose prema srcu.

## Anatomija
Sve krvne žile u osnovi imaju istu građu. Iznutra su presvučene endotelijem koji je okružen subtelijem, veznim tkivom. Oko njega nalazi se sloj vaskularnog glatkog mišićnog tkiva, koje je visoko razvijeno kod arterija. Na kraju se nalazi daljnji sloj povezivnog tkiva poznat kao tunica adventitia (ili samo adventitia) koji sadrži živce koji opskrbljuju mišićni sloj, kao i kapilare u većim krvnim žilama.
Kapilare su građene od nešto više od sloja endotelija i rijetkog povezivnog tkiva.
Kad se krvne žile spoje kako bi formirale područje raspršene vaskularne opskrbe, to se zove anastamozija. Anastamozije omogućuju kritične alternative protoka krvi kako bi lakše tekla u slučaju blokada.
Od kraja do kraja, kad bi se rastegnule i spojile sve krvne žile prosječnog odraslog čovjeka bile bi dugačke oko 100.000 km, što je jednako 2,5 zemljina ekvatora.

## Vrste
Postoje razne vrste krvnih žila:
- Arterije
  - Aorta (najveća arterija, odnosi krv iz srca)
  - Grane aorte, kao što je karotidna arterija, subklavialna arterija, cealialna arterija, mesenteričke arterije, bubrežna arterija i arterija ilijaka.
- Arteriole
- Kapilare (najmanje krvne žile)
- Venule
- Vene
  - Velike sakupljajuće žile, kao što su subklavialna vena, jugularna vena, bubrežna vena i vena ilijaka
  - Šuplje vene (Venae cavae) - dvije najveće vene koje donose krv u srce

Grubo grupirano, krvne žile se dijele na arterijske i venske, određene time kreće li se njihova krv prema ili od srca. Naziv "arterijska krv" se, međutim, koristi za krv bogatu kisikom, iako plućna arterija prenosi "vensku krv" a krv u plućnoj veni je, s druge strane, bogata kisikom.

## Fiziologija
Krvne žile nisu aktivni pokretači prijenosa krvi (nemaju nikakvu osjetnu peristaltiku), ali arterije i vene, do neke razine, mogu regulirati promjer krvnih žila kontrakcijom svog mišićnog sloja. To mijenja tok krvi prema donjim organima, a određeno je autonomnim živčanim sustavom. Vazodilatacija i vazokonstrukcija se također koriste antagonistički kao metode termoregulacije.
Kisik (vezan za hemoglobin u crvenim krvnim stanicama) je najpresudniji nutrijent koji se prenosi krvlju. U svim arterijama osim plućne, hemoglobin je visoko zasićen (95-100%) kisikom. U svim venama osim plućne, hemoglobin je nezasićen na oko 70%. (Vrijednosti se preokreću u plućnoj cirkulaciji)
Krvni tlak u krvnim žilama se tradicionalno izražava milimetrima živina stupca, obično označenog s mmHg (1 mmHg ≈ 133,322 Paskala). U arterijskom sustavu, ta je jedinica obično oko 120 mmHg sistolično (val visokog tlaka zbog kontrakcije srca) i 80 mmHg dijastolično (val niskog tlaka). U kontrastu, tlak venskog sustava je stalan i rijetko nadilazi 10 mmHg.
Vazokonstrikcija je sužavanje krvnih žila (stiješnjavanje u prijelaznom dijelu) kontrakcijom glatkih vaskularnih mišiča u stijenci žile. Regulirana je vazokonstriktorima (čimbenicima koji uzrokuju vazokonstrikciju).
Vazodilatacija je sličan proces posredovan suprotno djelujućim posrednicima. Najistaknutiji vazodilator je dušikov oksid (zato nazvan endotelijem-izveden opuštajući faktor).
Propustljivost endotelija osnovna je u otpuštanju nutrijenata u tkivo. Endotelij je također uvećan kod upala kao reakcija na histamin, prostaglandine i interleukine što vodi ka većini simptoma upale (otečenost, crvenilo i toplina).

## Uloga u bolestima
Krvne žile igraju važnu ulogu u svakom medicinskom stanju. Rak, na primjer, ne može napredovati ako tumor nije uzrokovao angiogenezu (formaciju novih krvnih žila) kako bi opskrbio potrebe metabolizma zloćudnih stanica. Ateroskleroza, formacija lipidnih grba (ateroma) u stijenci krvne žile, glavni je uzrok kardiovaskularne bolesti, jednog od glavnih razloga umiranja na Zapadu.
Propustljivost krvne žile povećava se s upalama. Šteta, zbog traume ili spontano, može dovesti do krvarenja. U protivnom, okluzija krvne žile vodi nizvodnoj ishemiji (nedovoljnoj opskrbi krvlju) i konačno nekrozi (odumiranju tkiva).
Vaskulitis je upala stijenke krvne žile, zbog autoimunoj bolesti ili infekciji.